# Accardi (cognome)
Accardi è un cognome di lingua italiana.

## Varianti
Accardo, Acchiardi, Aicardi, Aicardo, D'Accardo, Icardi, Icheri.

### Famiglie nobili piemontesi
- Acchiardi di Barge
- Acchiardi di Nizza

## Origine e diffusione
Cognome tipicamente centrale-meridionale, è presente prevalentemente in Campania.
Potrebbe derivare dal prenome medioevale Accardo, dal gotico ag, "spada", e hardhu, "forte e coraggioso". È affine al cognome francese Achard e all'italiano Riccardi.
La variante Aicardi è ligure e piemontese; Icheri è piemontese.

## Persone
- Andrea Accardi (1968) – fumettista italiano
- Carla Accardi (1924-2014) – artista italiana
- Gian Rodolfo D'Accardi (1906-1993) – pittore italiano